# IJsplateau

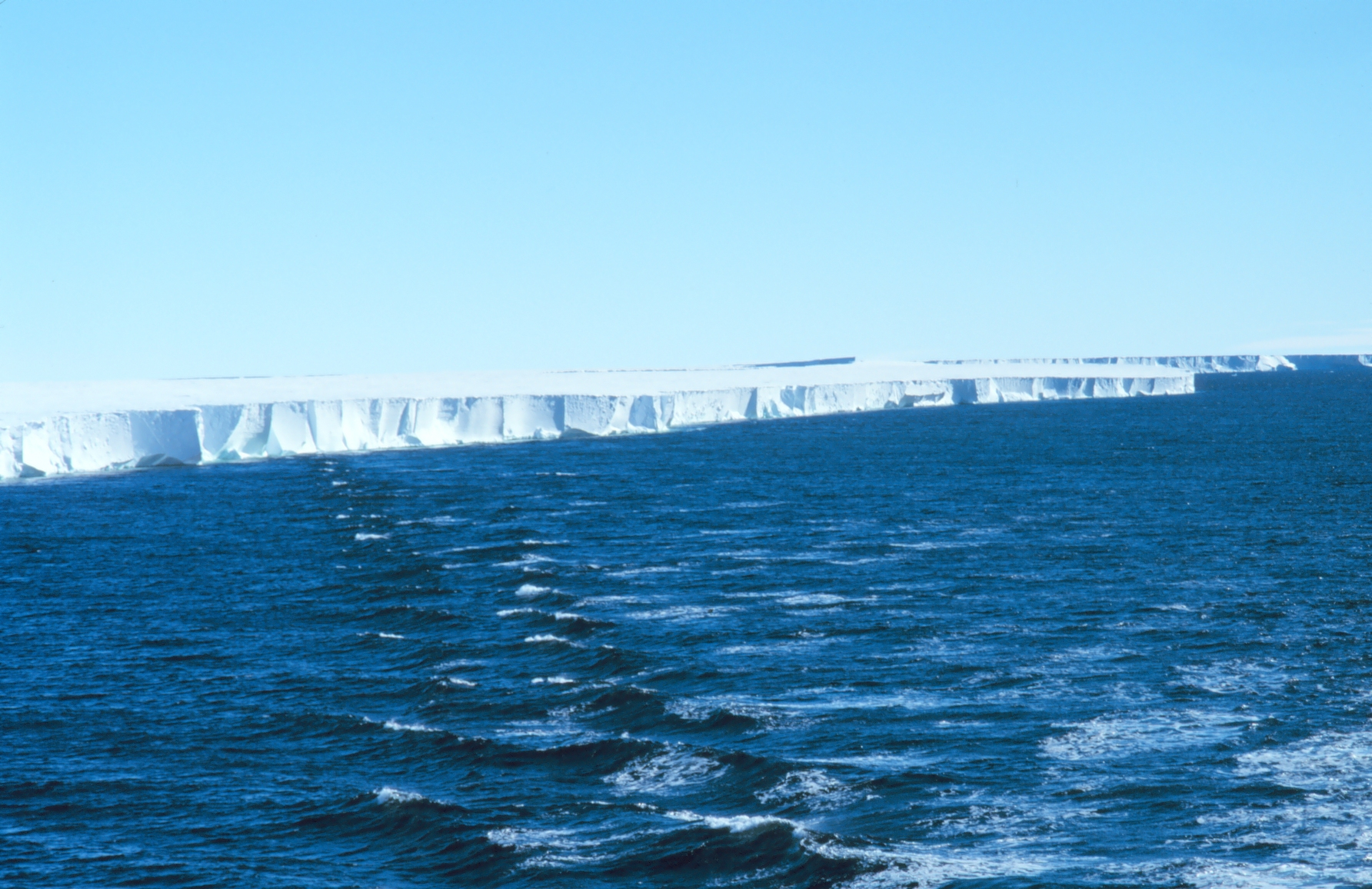
Ross IJsplateau in 1997

Een ijsplateau, ijsplaat, ijsbarrière of schelfijs, soms ook ijsschol genoemd, bestaat uit ijs dat vanaf een gletsjer in zee stroomt. IJsplateaus treft men aan in Antarctica, Groenland en het Russische en Canadese Arctische gebied.
IJsplateaus zijn grote drijvende ijsvlakten die vastzitten aan het land. Een ijsplateau wordt constant gevoed door stromend gletsjerijs. Het verliest daarnaast massa door het afkalven van ijsbergen; als deze een platte, vlakke vorm hebben, noemt men ze ijsschotsen. Dit is een natuurlijk proces dat niet per se een indicatie hoeft te zijn van klimaatveranderingen. De laatste jaren lijkt de hoeveelheid afkalvende ijsbergen toe te nemen. Wetenschappers zijn het niet eens over de vraag of dit het gevolg is van het broeikaseffect of dat het losstaande gebeurtenissen zijn.

IJsplateaus in Antarctica
Legenda:
Ross-ijsplateau (472960 km²)
Filchner-Ronne-ijsplateau (422420 km²)
Amery (62620 km²)
Larsen C (48600 km²)
Riiser-Larsen (48180 km²)
Fimbul (41060 km²)
Shackleton (33820 km²)
George VI (23880 km²)
West (16370 km²)
Wilkins (13680 km²)
Abott (27000 km²)
Getz (32810 km²)

## IJsplateaus in de wereld

### Antarctica
In Antarctica is in totaal 74 procent van de kustlijn omgeven door ijsplateaus. De totale gezamenlijke oppervlakte daarvan bedraagt meer dan 1.550.000 km2 (ruim anderhalf miljoen vierkante kilometer, meer dan driemaal de oppervlakte van bijvoorbeeld Spanje met 505.992 km2).

Een vijftigtal daarvan zijn benoemd, waaronder ook de grootste ijsplateaus ter wereld: het Ross-ijsplateau (487.000 km²), en het Filchner-Ronne-ijsplateau (430.000 km²), beide in West-Antarctica. In maart 2000 maakte zich ijsschots van 122 kilometer lengte en 27 kilometer breedte zich los van het Ross-ijsplateau, en werd IJsberg B-15 genoemd.

### Canada
Alle Canadese ijsplateaus hangen vast aan Ellesmere-eiland, en liggen ten noorden van 82°N. Nog bestaande ijsplateaus zijn het Alfred Ernest-ijsplateau, Ward Hunt-ijsplateau, Milne-ijsplateau en Smith-ijsplateau. Het M'Clintock-ijsplateau brak af in 1963- 1966, het Ayles-ijsplateau in 2005, en het Markham-ijsplateau in 2008. De resterende ijsplateaus hebben in de loop der tijd ook een aanzienlijk deel van hun oppervlakte verloren. Bijna de helft van het Milne Ice Shelf brak af in augustus 2020.

### Groenland
De Groenlandse ijskap, die het grootste deel van het eiland bedekt, is eerder een ijskap dan een ijsplateau.

### Rusland
Het Matusevitsj-ijsplateau besloeg 222 km² in de Noordland-archipel, en werd gevoed door enkele van de grootste ijskappen op het Oktoberrevolutie-eiland, de Karpinsky-ijskap in het zuiden en de Rusanov-ijskap in het noorden. In 2012 verdween het.